# منتخب اليونان لهوكي الحقل للرجال
منتخب اليونان لهوكي الحقل للرجال (باليونانية: Εθνική Ελλάδας)‏ هو ممثل اليونان الرسمي في المنافسات الدولية في هوكي الحقل
.